# Ингрэм, Джозеф
Джозеф Ингрэм (1762—1800) — американский мореплаватель. Открыл несколько островов в тихоокеанском архипелаге Маркизские острова. Также был военным моряком и занимался морским пушным промыслом.

## Биография
Во время Войны за независимость США от Великобритании, будучи моряком, попал в плен и часть её провёл на корабле-тюрьме. Затем, в 1790—1793 годах, предпринял большое морское путешествие, отплыв из Бостона на бриге «Хоуп» («Надежда»). Предприятие было профинансировано Джорджем Перкинсом. Целью плавания была меновая торговля мехом морских животных и в коммерческом смысле оно потерпело неудачу, однако Ингрэм открыл группу островов, ранее неизвестных европейцам. Он дал им имена в честь Вашингтона и других героев Американской революции. Сегодня, однако, эти острова носят имена местного происхождения и управляются Францией.
Участвовал в необъявленной квази-войне между США и Францией в последние годы XVIII века. Осенью 1800 года пропал в море вместе с судном USS Pickering.
В его честь названы залив и пик на Аляске.